# Сеуи
Сеу̀и (на италиански: Seui; на сардински: Seui) е село и община в Южна Италия, провинция Южна Сардиния, автономен регион и остров Сардиния. Разположено е на 820 m надморска височина. Населението на общината е 1392 души (към 2010 г.).
До 2015 г. общината е част от Олястра.